# Platanthère à deux feuilles
Platanthera bifolia
Espèce
Classification phylogénétique
Statut CITES
La Platanthère à deux feuilles (Platanthera bifolia), encore appelée Orchis à deux feuilles, est une espèce d'orchidées terrestres européenne.

## Description

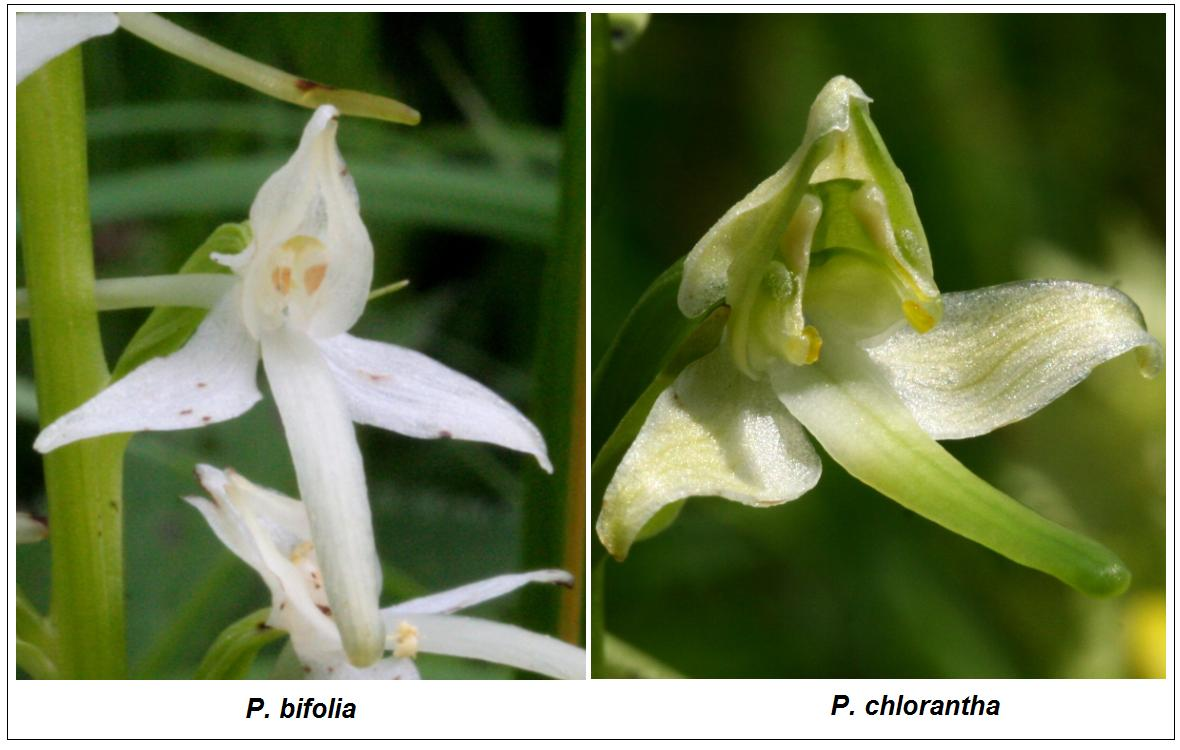
Différence entre Platanthera bifolia à gauche et Platanthera chlorantha à droite.

La Platanthère à deux feuilles se confond facilement avec l'orchis verdâtre.
Elle s'en distingue par ses loges polliniques parallèles (celles de l'orchis verdâtre sont divergentes).

## Habitat
C'est une espèce héliophile ou de demi-ombre. Comme humus, elle apprécie le mull carbonaté à acide et un sol riche en base. Elle est indifférente au calcaire.

## Aire de répartition
Commune dans presque toute la France jusqu'à 2 200 m, de l'étage collinéen à l'étage subalpin, elle est rare en région méditerranéenne.

## Pollinisation
Cette espèce semble fortement attirer le papillon de nuit Autographa gamma qui pourrait jouer un rôle important dans sa pollinisation.

## Galerie

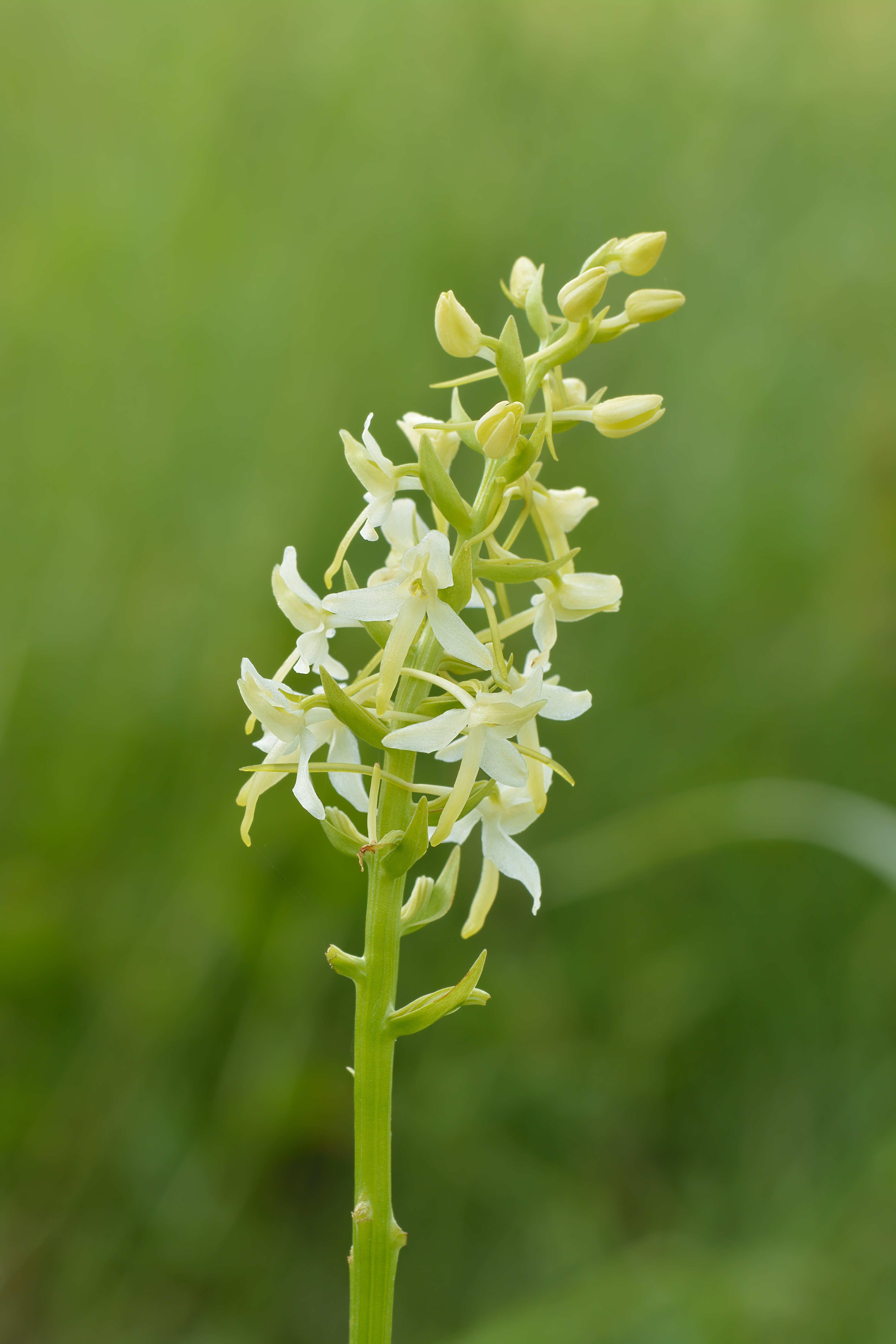
Platanthère à deux feuilles
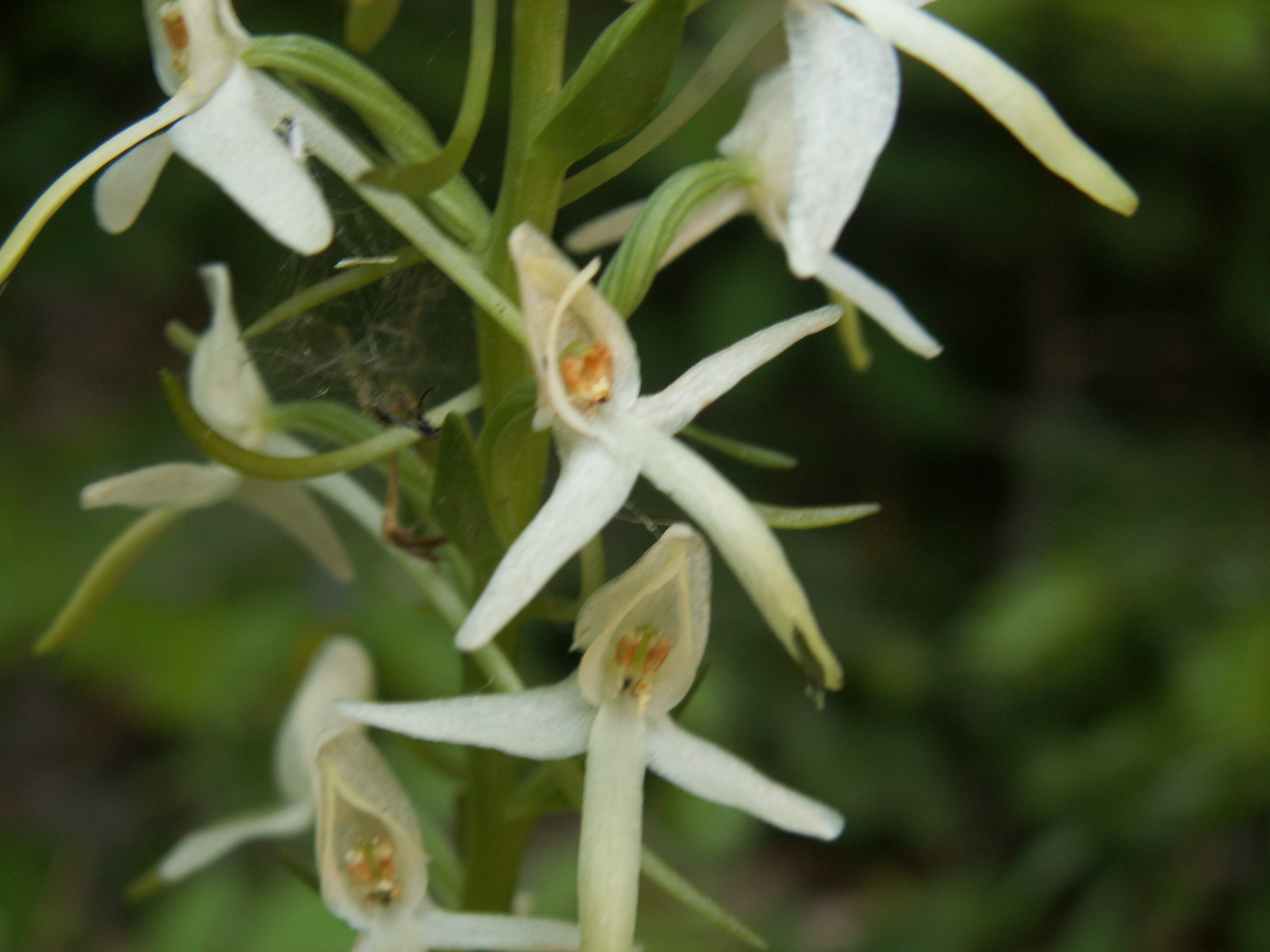
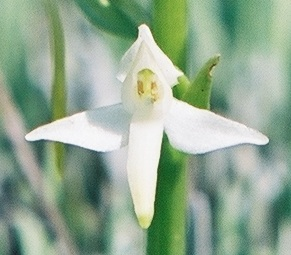
Détail de la fleur. Les loges polliniques sont parallèles.
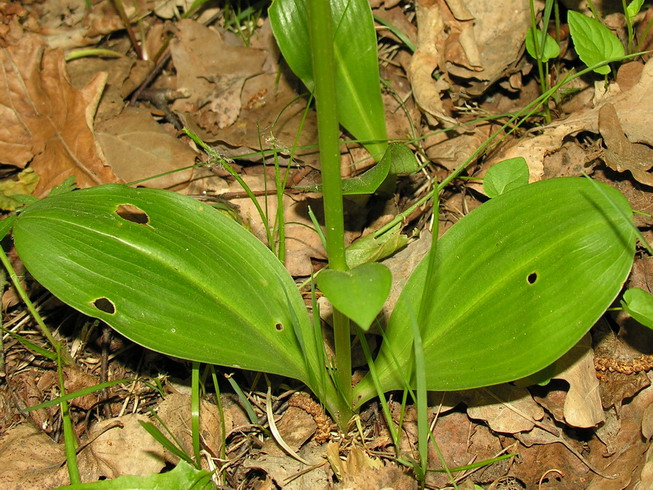
Feuilles

## Vulnérabilité
L'espèce est classée "LC" : Préoccupation mineure.